# Opuntia rastrera
Opuntia rastrera F.A.C.Weber es una especie fanerógama perteneciente a la familia Cactaceae. Es nativa de Norteamérica en San Luis Potosí de México.

## Descripción
Opuntia rastrera  crece arbustiva y arrastrándose por el suelo. Los cladodios son óvalados y forman cadenas largas de hasta 20 centímetros de diámetro. Las aréolas son blanquecinas con varias alturas, más oscuras en la base conespinas que de hasta 4 centímetros de largo. Los gloquidios son de color amarillo. Las flores son de color amarillo y el fruto obovado y morado.

## Taxonomía
Opuntia rastrera  fue descrita por Frédéric Albert Constantin Weber y publicado en Dictionnaire d'Horticulture 896. 1898.
Etimología
Opuntia: nombre genérico  que proviene del griego usado por Plinio el Viejo para una planta que creció alrededor de la ciudad de Opus en Grecia.
rastrera: epíteto latino que significa "rastrera".
Sinonimia
- Opuntia lucens Griffiths[4]

## Nombre común
- Español: cuija